# Campeonato Africano de Atletismo de 2016 - 400 m masculino
A prova dos 400 metros masculino do Campeonato Africano de Atletismo de 2016 foi disputada entre os dias 22 e 24 de junho no Kings Park Stadium  em Durban,  na África do Sul. Participaram da prova 37 atletas sendo que 29 concluíram a prova na fase inicial. 

## Recordes
Antes desta competição, os recordes mundiais e do campeonato nesta prova eram os seguintes:
|                       | Nome            | Nacionalidade  | Tempo  | Local             | Data                 |
| --------------------- | --------------- | -------------- | ------ | ----------------- | -------------------- |
| Recorde mundial       | Michael Johnson | Estados Unidos | 43s 18 | Sevilha           | 26 de agosto de 1999 |
| Recorde do campeonato | Isaac Makwala   | Botswana       | 44s 23 | Marraquexe        | 12 de agosto de 2014 |
| Recorde africano      | Isaac Makwala   | Botswana       | 43s 72 | La Chaux-de-Fonds | 5 de julho de 2015   |

## Medalhistas
| Ouro                 | Prata                | Bronze             |
| Baboloki Thebe (BOT) | Karabo Sibanda (BOT) | Chidi Okezie (NGR) |

## Cronograma
Todos os horários são locais (UTC+2). 
| Data        | Hora  | Evento    |
| ----------- | ----- | --------- |
| 22 de junho | 17:00 | Bateria   |
| 23 de junho | 18:00 | Semifinal |
| 24 de junho | 17:15 | Final     |

## Resultados

### Bateria
Qualificação: 4 atletas de cada bateria (Q) mais os 4 melhores qualificados (q).
| Posição | Bateria | Atleta                | Nacionalidade                  | Tempo | Notas |
| ------- | ------- | --------------------- | ------------------------------ | ----- | ----- |
| 1       | 5       | Karabo Sibanda        | Botswana                       | 45.99 | Q     |
| 2       | 2       | Baboloki Thebe        | Botswana                       | 46.00 | Q     |
| 3       | 5       | Sadam Koumi           | Sudão                          | 46.04 | Q     |
| 4       | 1       | Isaac Makwala         | Botswana                       | 46.14 | Q     |
| 5       | 2       | Chidi Okezie          | Nigéria                        | 46.30 | Q     |
| 6       | 3       | Pieter Conradie       | África do Sul                  | 46.45 | Q     |
| 7       | 3       | Alagie Salim Drammeh  | Gâmbia                         | 46.55 | Q     |
| 8       | 1       | Alphas Kishoyian      | Quênia                         | 46.56 | Q     |
| 9       | 5       | Stanley Kieti         | Quênia                         | 46.64 | Q     |
| 10      | 3       | Emmanuel Dasor        | Gana                           | 46.71 | Q     |
| 11      | 2       | Raymond Kibet         | Quênia                         | 46.78 | Q     |
| 12      | 3       | Tubotein Taylor       | Nigéria                        | 46.93 | Q     |
| 13      | 1       | Gilles Antony Afoumba | Congo                          | 47.08 | Q     |
| 14      | 2       | Leonard Opiny         | Uganda                         | 47.15 | Q     |
| 15      | 1       | Nigel Tom             | Zimbabwe                       | 47.45 | Q     |
| 16      | 1       | Thapelo Phora         | África do Sul                  | 47.64 | q     |
| 17      | 1       | Louis Mashaba         | Essuatíni                      | 47.92 | q     |
| 18      | 4       | Shaun de Jager        | África do Sul                  | 48.06 | Q     |
| 19      | 3       | Orukpe Eraiyokan      | Nigéria                        | 48.10 | q     |
| 20      | 2       | Manqoba Nyoni         | Essuatíni                      | 48.76 | q     |
| 21      | 5       | Basilius Karupu       | Namíbia                        | 48.86 | Q     |
| 22      | 5       | Connias Mudzingwa     | Zimbabwe                       | 48.89 | q     |
| 23      | 2       | Saviour Kombe         | Zâmbia                         | 49.07 |       |
| 23      | 3       | Gemchu Alemu          | Etiópia                        | 49.07 |       |
| 25      | 4       | Ahmat Mahamat Bachir  | Chade                          | 49.13 | Q     |
| 26      | 1       | Pius Adome            | Uganda                         | 49.44 |       |
| 27      | 4       | Abdelazim Mohamed     | Sudão                          | 50.42 | Q     |
| 28      | 3       | Gift Ngewnya          | Zimbabwe                       | 50.58 |       |
| 29      | 2       | Gilberto Leite        | São Tomé e Príncipe            | 51.77 |       |
| 30      | 4       | Onkabetse Nkobolo     | Botswana                       | DSQ   | [ 3 ] |
| 31      | 1       | Papy Kibambe-Ngoy     | República Democrática do Congo | DNS   |       |
| 31      | 2       | Abdallah Albein Abbo  | Chade                          | DNS   |       |
| 31      | 4       | Samuel Yaro           | Gana                           | DNS   |       |
| 31      | 4       | Adekunle Fasasi       | Nigéria                        | DNS   |       |
| 31      | 4       | Abduraman Abdo        | Etiópia                        | DNS   |       |
| 31      | 5       | Creve Machava         | Moçambique                     | DNS   |       |
| 31      | 5       | Stephan Ukele         | Sudão do Sul                   | DNS   |       |

### Semifinal
Qualificação: 2 atletas de cada bateria  (Q) mais os  2 melhores qualificados (q). 
| Posição | Bateria | Atleta                | Nacionalidade | Tempo | Notas |
| ------- | ------- | --------------------- | ------------- | ----- | ----- |
| 1       | 2       | Baboloki Thebe        | Botswana      | 45.75 | Q     |
| 2       | 2       | Chidi Okezie          | Nigéria       | 45.80 | Q     |
| 2       | 3       | Sadam Koumi           | Sudão         | 45.80 | Q     |
| 4       | 3       | Isaac Makwala         | Botswana      | 45.96 | Q     |
| 5       | 1       | Karabo Sibanda        | Botswana      | 46.23 | Q     |
| 6       | 1       | Alagie Salim Drammeh  | Gâmbia        | 46.41 | Q     |
| 7       | 2       | Alphas Kishoyian      | Quênia        | 46.51 | q     |
| 8       | 1       | Raymond Kibet         | Quênia        | 46.70 | q     |
| 9       | 3       | Stanley Kieti         | Quênia        | 46.81 |       |
| 10      | 3       | Orukpe Eraiyokan      | Nigéria       | 46.84 |       |
| 11      | 1       | Pieter Conradie       | África do Sul | 46.94 |       |
| 12      | 1       | Tubotein Taylor       | Nigéria       | 47.00 |       |
| 13      | 2       | Emmanuel Dasor        | Gana          | 47.12 |       |
| 14      | 2       | Leonard Opiny         | Uganda        | 47.40 |       |
| 15      | 3       | Gilles Antony Afoumba | Congo         | 47.62 |       |
| 16      | 2       | Thapelo Phora         | África do Sul | 47.73 |       |
| 17      | 3       | Connias Mudzingwa     | Zimbabwe      | 47.82 |       |
| 18      | 1       | Nigel Tom             | Zimbabwe      | 47.93 |       |
| 19      | 2       | Manqoba Nyoni         | Essuatíni     | 48.08 |       |
| 20      | 1       | Louis Mashaba         | Essuatíni     | 48.33 |       |
| 21      | 2       | Basilius Karupu       | Namíbia       | 49.29 |       |
| 22      | 3       | Ahmat Mahamat Bachir  | Chade         | 49.36 |       |
| 23      | 3       | Shaun de Jager        | África do Sul | DSQ   |       |
| 24      | 1       | Abdelazim Mohamed     | Sudão         | DNS   |       |

### Final
| Posição           | Raia | Atleta               | Nacionalidade | Tempo | Notas |
| ----------------- | ---- | -------------------- | ------------- | ----- | ----- |
| Medalha de ouro   | 4    | Baboloki Thebe       | Botswana      | 44.69 |       |
| Medalha de prata  | 5    | Karabo Sibanda       | Botswana      | 45.42 |       |
| Medalha de bronze | 3    | Chidi Okezie         | Nigéria       | 45.76 |       |
| 4                 | 7    | Isaac Makwala        | Botswana      | 46.58 |       |
| 5                 | 8    | Alagie Salim Drammeh | Gâmbia        | 46.71 |       |
| 6                 | 2    | Raymond Kibet        | Quênia        | 46.80 |       |
| 7                 | 1    | Alphas Kishoyian     | Quênia        | 46.95 |       |
| 8                 | 6    | Sadam Koumi          | Sudão         | DSQ   |       |

Legenda
| Recorde mundial       | Recorde mundial (World record)               |                       | Recorde africano                      | Recorde africano (African) |                                           | Q | Classificado por posição (Qualified) |
| Recorde do campeonato | Recorde do campeonato (Championship record)  | Recorde da América    | Recorde da América (Americas)         | q                          | Classificado por melhor tempo (Qualified) |   |                                      |
| Melhor marca do ano   | Melhor marca do ano (World leading)          | Recorde asiático      | Recorde asiático (Asian)              | DNS                        | Não largou (Did not start)                |   |                                      |
| Recorde nacional      | Recorde nacional (National record)           | Recorde europeu       | Recorde europeu (European)            | DNF                        | Não terminou (Did not finish)             |   |                                      |
| Recorde pessoal       | Recorde pessoal do atleta (Personal best)    | Recorde da Oceania    | Recorde da Oceania (Oceania)          | DSQ / DQ                   | Desclassificado (Disqualified)            |   |                                      |
| Recorde da temporada  | Recorde da temporada do atleta (Season best) | Recorde sul-americano | Recorde sul-americano (South America) | NM                         | Sem marca (No mark)                       |   |                                      |